# Pittsburgh Steelers
Los Pittsburgh Steelers (en español Acereros de Pittsburgh) son un equipo profesional de fútbol americano de los Estados Unidos con sede en Pittsburgh, Pensilvania. Compiten en la División Norte de la Conferencia Americana (AFC) de la National Football League (NFL) y disputan sus partidos como locales en el Acrisure Stadium.
Los Steelers fueron originalmente fundados como los Pittsburgh Pirates el 8 de julio de 1933 por Art Rooney, tomando su nombre original del equipo de béisbol del mismo nombre, como práctica común de los equipos de la NFL en aquel momento. La propiedad de los Steelers se ha mantenido dentro de la familia Rooney desde su fundación. Conocidos como uno de los equipos más ganadores de la historia de la NFL, los Steelers cuentan con una numerosa afición, apodada Steeler Nation.

## Historia
Los Pittsburgh Steelers, debutaron en la NFL como los Pittsburgh Pirates el 20 de septiembre de 1933, donde perdieron 23-2 ante los New York Giants. En la década de 1930, el mejor puesto de los Pirates fue un segundo lugar en su división y un registro de 0.500 (1936). Pittsburgh hizo historia en 1938 con la firma de Byron White, pero solamente jugó un año con los Pirates antes de firmar con los Detroit Lions. Antes de la temporada de 1940, los Pirates pasaron a llamarse a sí mismos los Steelers.. El nuevo nombre rinde homenaje a la industria más grande de la ciudad productora de acero.
Durante la Segunda Guerra Mundial, los Steelers sufrieron escasez de jugadores. A causa de ello, se fusionaron dos veces con otras franquicias de la NFL para formar un equipo. Durante la temporada de 1943, se fusionaron con los Philadelphia Eagles formando los "Phil-Pitt Eagles" y conocidos como los "Steagles". En 1944, se fusionaron con los Chicago Cardinals y eran conocidos como Card-Pitt (o, en tono burlón, como las "Carpets" ("Alfombras" en español)).

## Rivalidades

### Cleveland Browns
La rivalidad entre Steelers y Browns se remonta hasta 1950, dado que han sido rivales divisionales desde ese año. Tras registrar un récord de 9-31 en los primeros 40 partidos entre las dos ciudades, los Steelers recientemente tomaron la ventaja por primera vez en su historia (64-56); en gran parte debido a su dominio sobre los Browns posterior a 1999, donde los Steelers ganaron doce partidos seguidos. Además, los Browns perdieron 16 años consecutivos en Pittsburgh (desde 1970 a 1985), donde acumularon un récord de 5-24 en el Three Rivers Stadium. Y el QB de los Steelers (Ben Roethlisberger) actualmente tiene la mejor marca ganadora por un QB (11-2) en Cleveland desde 1999.

### Cincinnati Bengals
La rivalidad entre estos dos equipos es reciente, pero no le quita el hecho de ser una gran rivalidad. En último partido de playoffs de comodines se reforzó esta. El linebacker Vontaze Burfict le hizo un sack a Ben Roethlisberger que lo mandó al vestuario. Fue entonces cuando los bengals tomaron la delantera faltando menos de dos minutos en el reloj. Teniendo ventaja de un punto (16-15), el linebacker Vontaze Burfict intercepta el pase de Landry Jones y los bengals recuperaron el balón. El partido parecía perdido pero Ryan Shazier fuerza un balón suelto a Jeremy Hill, recuperando el balón y con minuto y medio en el reloj, "Big Ben" Roethlisberger regresa al juego. Una jugada antes del gol de campo, Vontaze Burfict hace un foul personal a Antonio Brown dándoles 15 yardas a los steelers y por último Adam "Pacman" Jones comete un castigo de conducta antideportiva dando otras 15 yardas, las suficientes para un gol de campo de 38 yardas el cual Chris Boswell completo, ganando el partido con un marcador de 18-16 a favor de los Steelers de Pittsburgh.

## Jugadores

### Números retirados
| Números retirados por los Pittsburgh Steelers |                |        |           |                         |
| N.º                                           | Jugador        | Puesto | Periodo   | Fecha                   |
| 32                                            | Franco Harris  | RB     | 1972-1983 | 24 de diciembre de 2022 |
| 70                                            | Ernie Stautner | DT     | 1950-1963 | 25 de octubre de 1964   |
| 75                                            | Joe Greene     | DT     | 1969-1981 | 2 de noviembre de 2014  |

### Salón de la Fama
| Salón de la Fama de Pittsburgh Steelers |                    |                          |                          |           |
| Núm.                                    | Nombre             | Posición                 | Temporada(s)             | Inducción |
| –                                       | Bert Bell          | Copropietario Entrenador | 1941–46 1941             | 1963      |
| 47                                      | Mel Blount         | Esquinero                | 1970–83                  | 1989      |
| 12                                      | Terry Bradshaw     | Quarterback              | 1970–83                  | 1989      |
| 80                                      | Jack Butler        | Esquinero                | 1951–59                  | 2012      |
| 63                                      | Dermontti Dawson   | Centro                   | 1988–00                  | 2012      |
| 35                                      | Bill Dudley        | Corredor, back defensivo | 1942, 1945–46            | 1966      |
| 75                                      | Joe Greene         | Tackle defensivo         | 1969–81                  | 1987      |
| 59                                      | Jack Ham           | Linebaker                | 1971–82                  | 1988      |
| 32                                      | Franco Harris      | Corredor                 | 1972–83                  | 1990      |
| 35                                      | John Henry Johnson | Corredor                 | 1960–65                  | 1987      |
| 35                                      | Walt Kiesling      | Guardia Entrenador       | 1936–38 1939–44, 1954–56 | 1966      |
| 58                                      | Jack Lambert       | Linebaker                | 1974–84                  | 1990      |
| 22                                      | Bobby Layne        | Quarterback              | 1958–62                  | 1967      |
| –                                       | Chuck Noll         | Entrenador               | 1969–91                  | 1993      |
| –                                       | Art Rooney         | Fundador, propietario    | 1933–88                  | 1964      |
| –                                       | Dan Rooney         | Ejecutivo, propietario   | 1975–presente            | 2000      |
| 82                                      | John Stallworth    | Receptor                 | 1974–87                  | 2002      |
| 70                                      | Ernie Stautner     | Tackle defensivo         | 1950–63                  | 1969      |
| 88                                      | Lynn Swann         | Receptor                 | 1974–82                  | 2001      |
| 52                                      | Mike Webster       | Centro                   | 1974–88                  | 1997      |
| 26                                      | Rod Woodson        | Back defensivo           | 1987–96                  | 2009      |
| 36                                      | Jerome Bettis      | Corredor                 | 1993–2005                | 2015      |
| 91                                      | Kevin Greene       | Linebacker               | 1993–1995                | 2016      |
| 43                                      | Troy Polamalu      | Safety                   | 2003–2015                | 2019      |
| 31                                      | Donnie Shell       | Safety                   | 1974–1987                | 2019      |
|                                         | Bill Cowher        | Entrenador               | 1992–2005                | 2019      |